# Bouscarle de Cetti
Cettia cetti
Espèce
Statut de conservation UICN

 LC  : Préoccupation mineure
Répartition géographique
- Habitat permanent
- Zone de reproduction
- Zone d'hivernage

La Bouscarle de Cetti (Cettia cetti) est une espèce de passereaux de la famille des Cettiidae.

## Dénomination
La bouscarle de Cetti est nommée d'après Francesco Cetti, un naturaliste italien qui donne aussi son nom au genre et à la famille. Le nom bouscarle vient de l'occitan boscarla, désignant un oiseau des bois et plus particulièrement les fauvettes.
Elle est également nommée fauvette cetti, bec-fin cetti ou encore bousquerle de Provence[réf. nécessaire].

## Description
La bouscarle de Cetti est de taille moyenne pour sa famille, mesurant 12,5 à 14 cm de long. Elle présente un plumage brun roux foncé uniforme sur le dessus et blanc terne sur le dessous, teinté de brun grisâtre sur les côtés de la gorge et de la poitrine. Sa queue est assez longue et ses ailes rondes et courtes. Elle possède un étroit sourcil pâle peu marqué et des cercles oculaires pâles. Remuante, elle agite la queue et les ailes et circule souvent la queue levée. Les deux sexes et les jeunes sont semblables en tout point, à noter cependant une teinte brunâtre légèrement plus prononcée chez le mâle, et une taille sensiblement plus élevée pour le mâle.

## Écologie et comportement
La bouscarle est un oiseau discret et souvent à couvert.

### Alimentation
La bouscarle de Cetti est insectivore ; elle se nourrit d'insectes (notamment des lépidoptères), d'arachnides, d'invertébrés aquatiques ou de larves.
Elle se nourrit principalement au sol ou à basse hauteur, de manière plutôt active ; elle cherche souvent sa nourriture près de l'eau (surtout sur les roseaux), ou dans l'eau.

### Comportement social

#### Territorialité
Le mâle occupe un territoire assez large, suivant généralement un cours d'eau, qu'il défend activement contre les autres mâles, par son chant, mais aussi en poursuivant les intrus.

#### Chant et vocalisations
La bouscarle chante généralement depuis un couvert, mais aussi depuis un perchoir en hauteur. Son chant est reconnaissable et très explosif, avec un rythme saccadé de pwit-tit-pit-chewit-chewit-chewit ou ti tipitipitipi. Elle chante toute l'année, en journée, notamment pour défendre son territoire,.

Ses appels sont un chee, chip, chick ou tsuk.

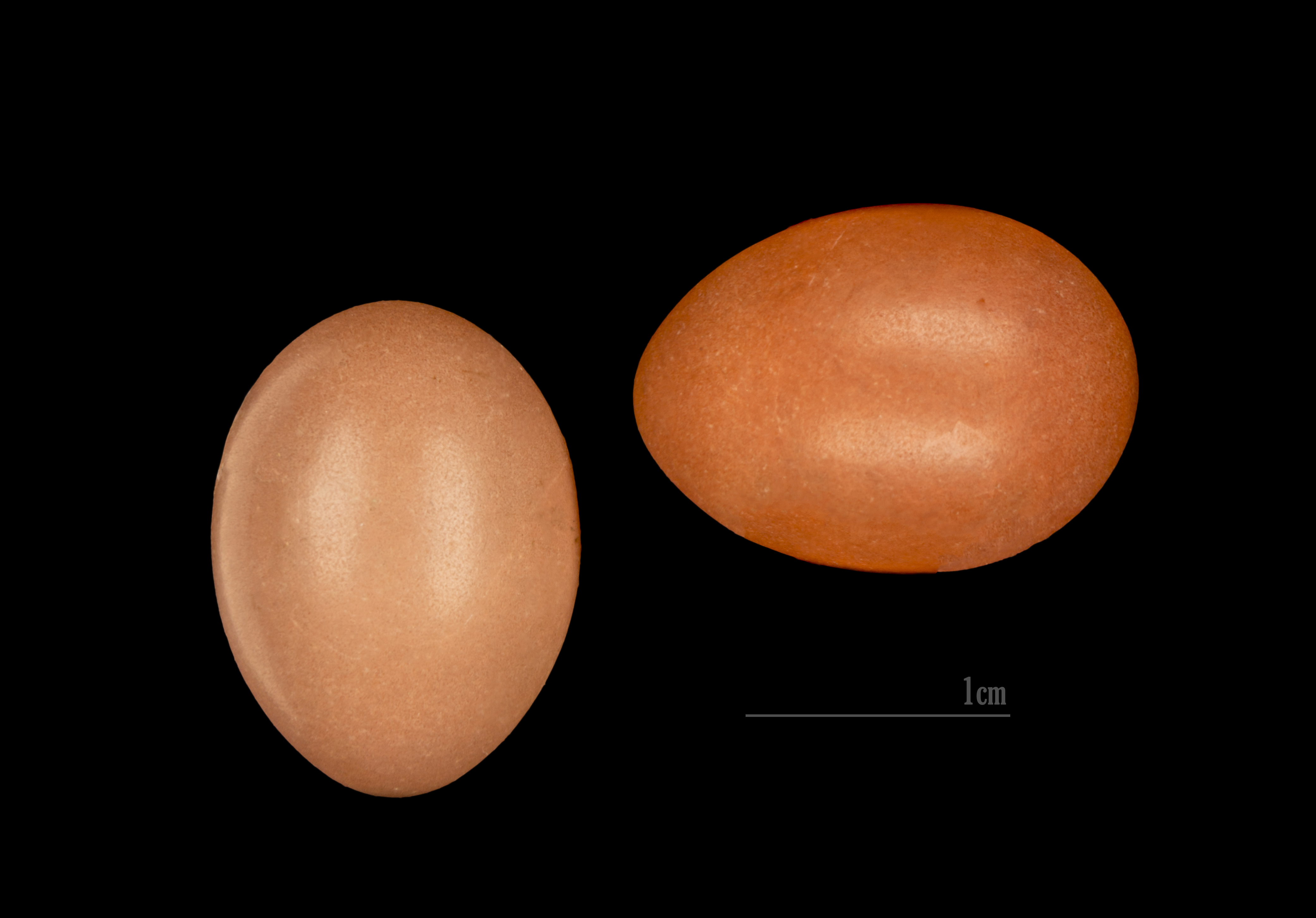
Œufs de Cettia cetti Muséum de Toulouse

### Reproduction
La saison de la reproduction de la bouscarle dure de mi-avril à août. Elle peut être monogame mais des cas de polygamie ont fréquemment été observés. Son nid est situé dans la végétation sèche, généralement des buissons denses comme les ronces ou dans des plantes grimpantes. Il est donc situé à basse hauteur (en moyenne aux alentours de 80 cm). Celui-ci est un bol fait de feuilles, d'herbes sèches, de plumes, de poils et de roseaux. Elle réalise souvent deux couvées par an (environ 50% du temps). Chaque couvée comprend 3 ou 4 œufs, que la femelle couve durant 16 à 17 jours. Elle les nourrit ensuite pendant 14 à 16 jours, à la suite de quoi les petits peuvent quitter le nid (mais continuent d'être nourris par leurs parents pour une durée entre 15 et 26 jours).

## Répartition et habitat

### Répartition
La bouscarle de Cetti vit à l'année dans le sud de l'Europe, sur tout le pourtour méditerranéen, dans l'ouest de la France et au sud de l'Angleterre. On la trouve dans le nord du Maghreb, dans le sud de la Turquie, au Levant et dans une bande de l'Asie centrale partant de l'est de l'Iran jusqu'au Kirghizistan. Durant la période de reproduction, on peut aussi la trouver au plus au nord, en Transcaucasie, dans le Caucase et au Kazakhstan.

### Migration
Elle est majoritairement sédentaire, bien que quelques populations soient partiellement migratrices, et parfois migratrices altitudinales. La sous-espèce albiventris en particulier tend à migrer vers le sud de l'Iran, l'Afghanistan et le Pakistan.

### Habitat
La bouscarle habite d'ordinaire dans des lieux humides incluant des mares, des marais, des lacs ou des rivières. La présence de roseaux, de saules ou de ronces forme un environnement propice pour la bouscarle.

## Systématique
L'espèce a été décrite par le zoologiste néerlandais Coenraad Jacob Temminck en 1820 sous le nom initial de Sylvia cetti.

### Synonyme
- Sylvia cetti Temminck, 1820 (protonyme)

### Sous-espèces
On recense actuellement trois sous-espèces :
- Cettia cetti cetti (Temminck, 1820) : La sous-espèce nominale. Vit en Europe de l'Ouest et du Sud jusqu'à la mer Noire et en Afrique du Nord-Ouest.

- Cettia cetti albiventris (Severtzov, 1873) : Vit en Iran, en Asie centrale et au Kazakhstan. Elle est plutôt grande, avec des parties inférieures plus pâles, et un sourcil large et peu marqué. Son dessus est plutôt pâle.
- Cettia cetti orientalis (Tristram, 1867) : Vit en Turquie, au Levant, dans le Caucase, dans l'ouest de l'Iran et le sud-est de la Russie. Elle est plus pâle que la sous-espèce nominale et moins rousse ; elle est aussi plus gris-brun. Sa queue est légèrement plus courte.

Il existait anciennement une quatrième sous-espèce baptisée sericea, qui est maintenant considérée comme confondue avec cetti.

## La bouscarle de Cetti et l'humain

### Conservation
La bouscarle de Cetti est classée comme "préoccupation mineure" par l'UICN, étant donné sa large aire de répartition et sa vaste population. L'espèce compterait près de 2 000 000 de couples en Europe, et a vu son aire de répartition s'étendre depuis 1970 (notamment vers le nord de la France, la Belgique et l'Angleterre, ainsi qu'en Jordanie).

### Dans la culture
Olivier Messiaen a consacré à cet oiseau une pièce, qui en porte le nom, de son Catalogue d'oiseaux.